# Dwór w Grabowie Królewskim
Dwór w Grabowie Królewskim – ruiny dworu, znajdujące się w Grabowie Królewskim (powiat wrzesiński, województwo wielkopolskie).

## Historia
Dwór został zbudowany w 1928. Należał do właściciela Grabowa Królewskiego Witolda Wilkoszewskiego (22 listopada 1881 – 17 kwietnia 1937). 
W 1928 roku postawił on pomnik ku czci poległych żołnierzy pochodzących z jego dóbr z napisem Polegli na chwałę. Autorem pomnika był Szmidt. 
Po II wojnie światowej w budynku mieściła się świetlica i biblioteka. Obiekt został wpisany do rejestru zabytków w 1998.
Otoczony był parkiem w stylu francuskim (zabytek nr 1977/A z 11 grudnia 1984), zagospodarowanym w połowie XIX wieku. Na jego terenie umieszczono betonowe i gipsowe figury świętych, rolników i amorków. W 1928 park otoczono ogrodzeniem z bramkami.

## Galeria

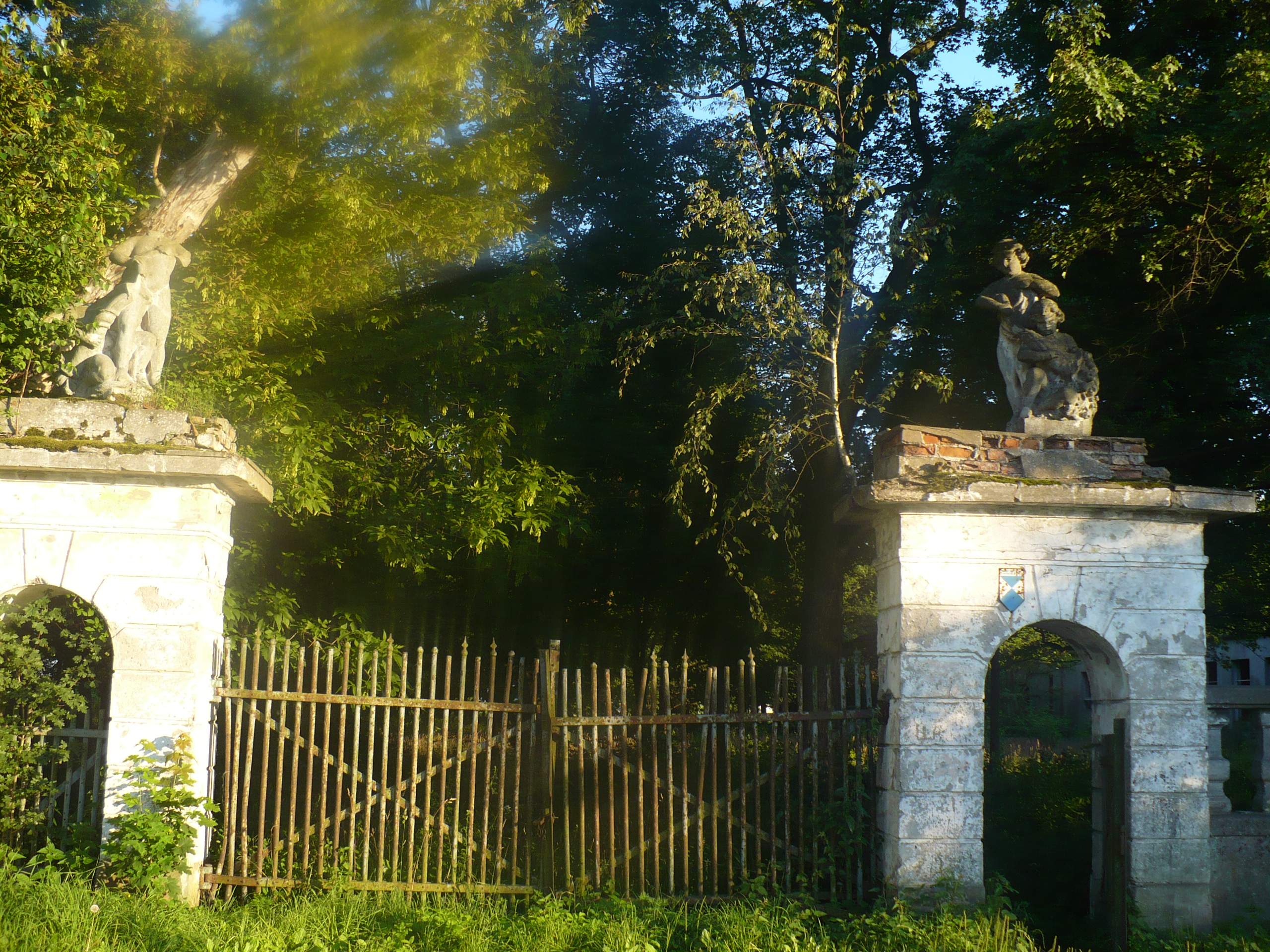
Brama wjazdowa
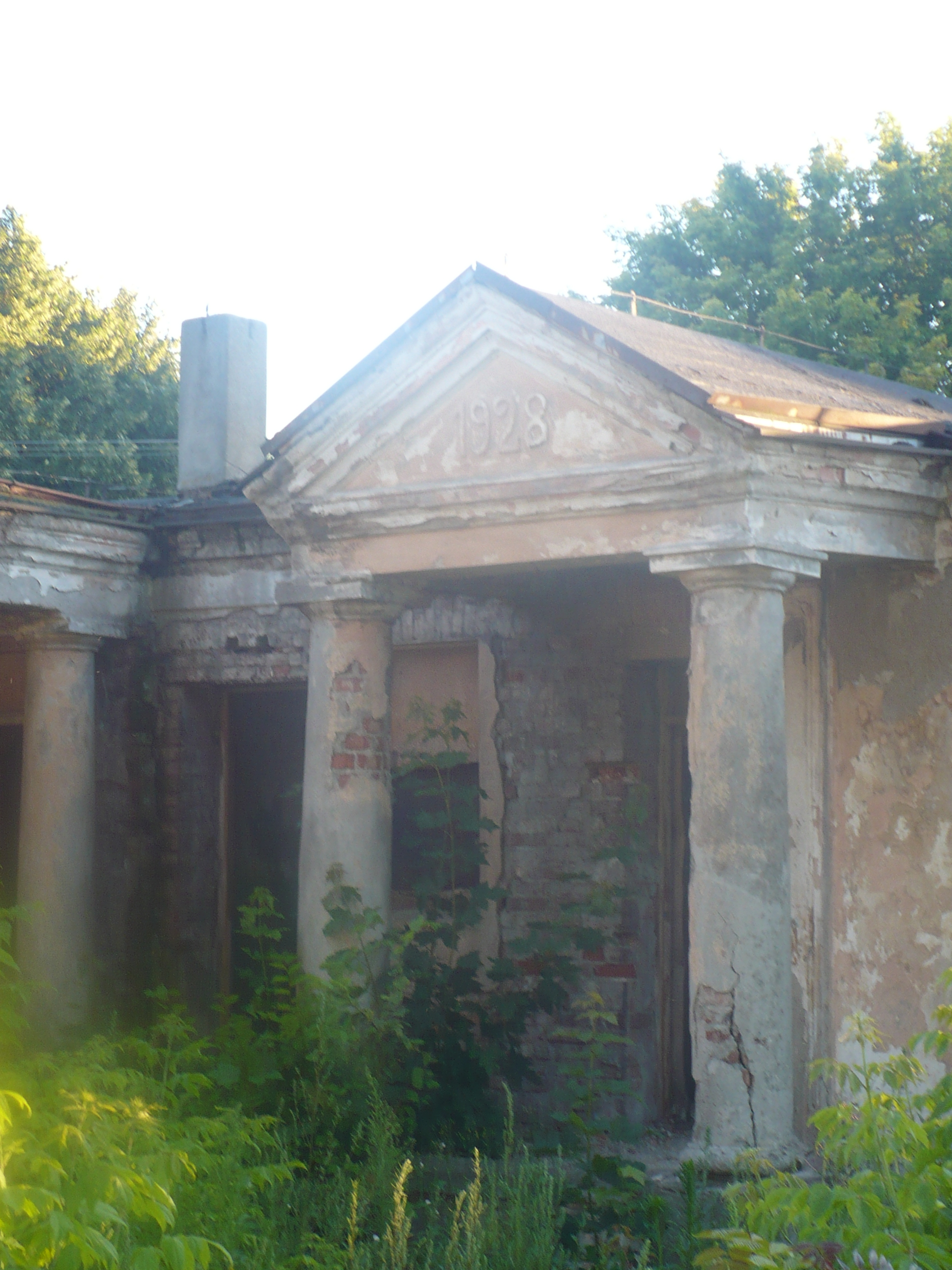
Ruiny dworu
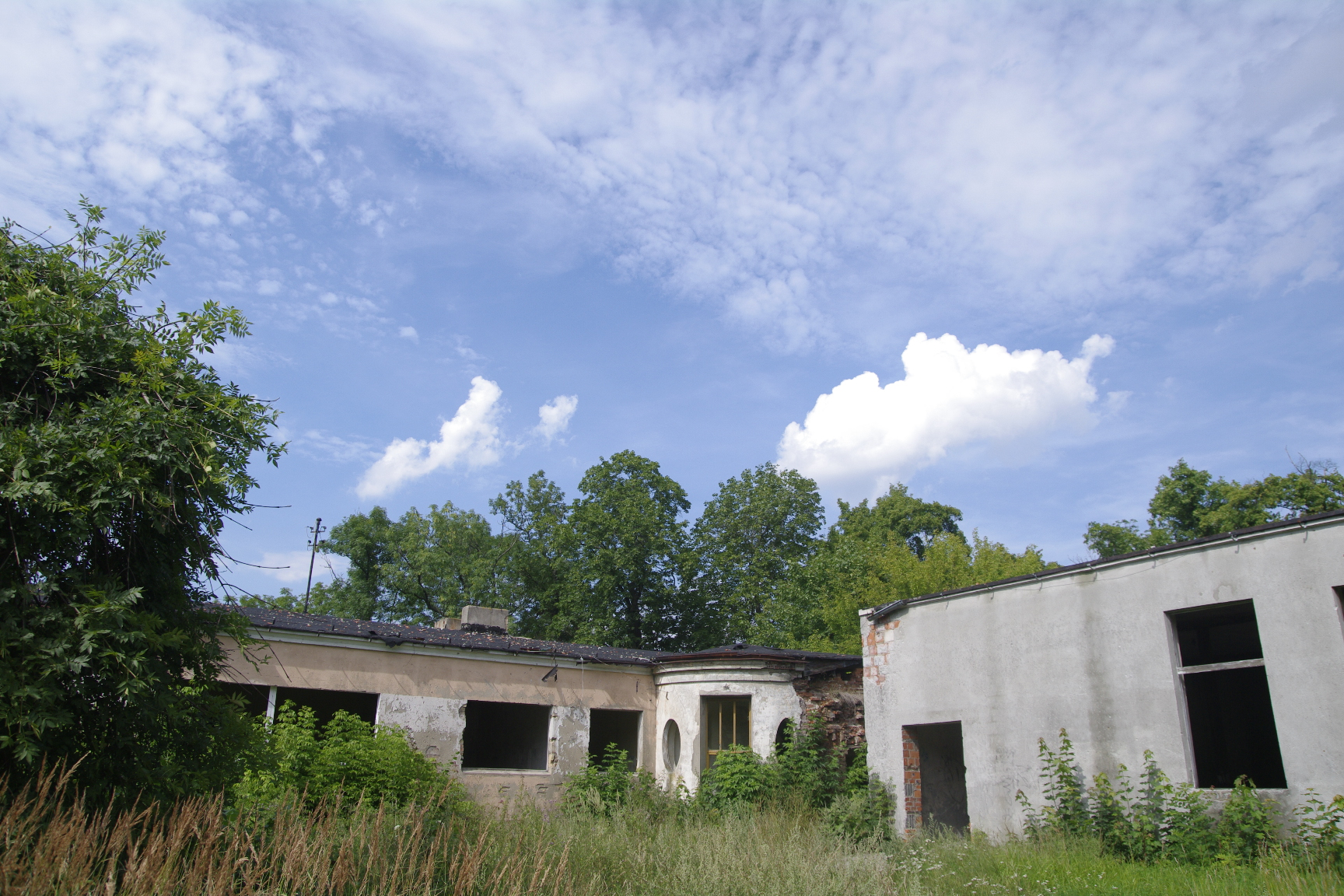
Dwór od strony zabudowań gospodarczych
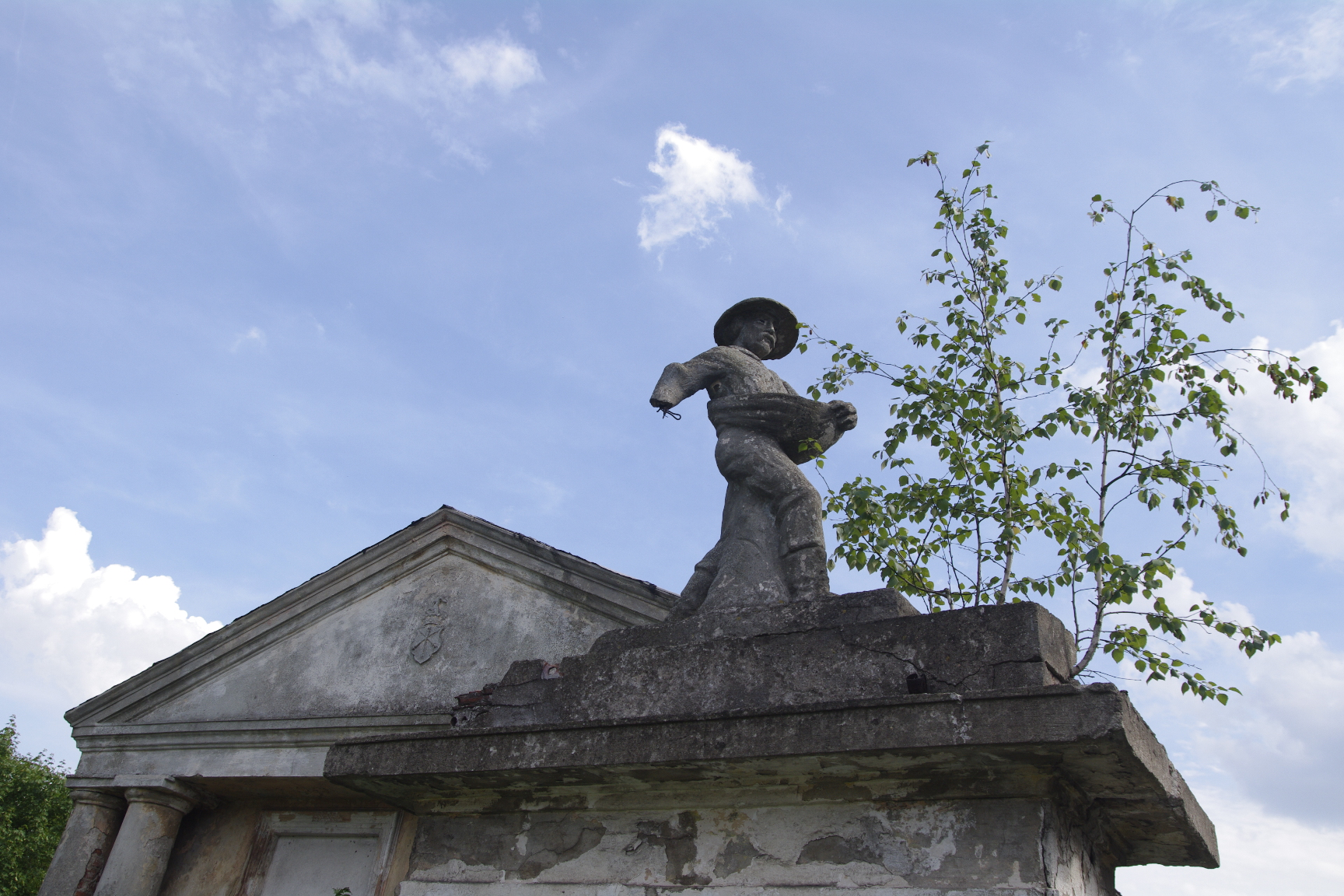
Detal bramy wjazdowej
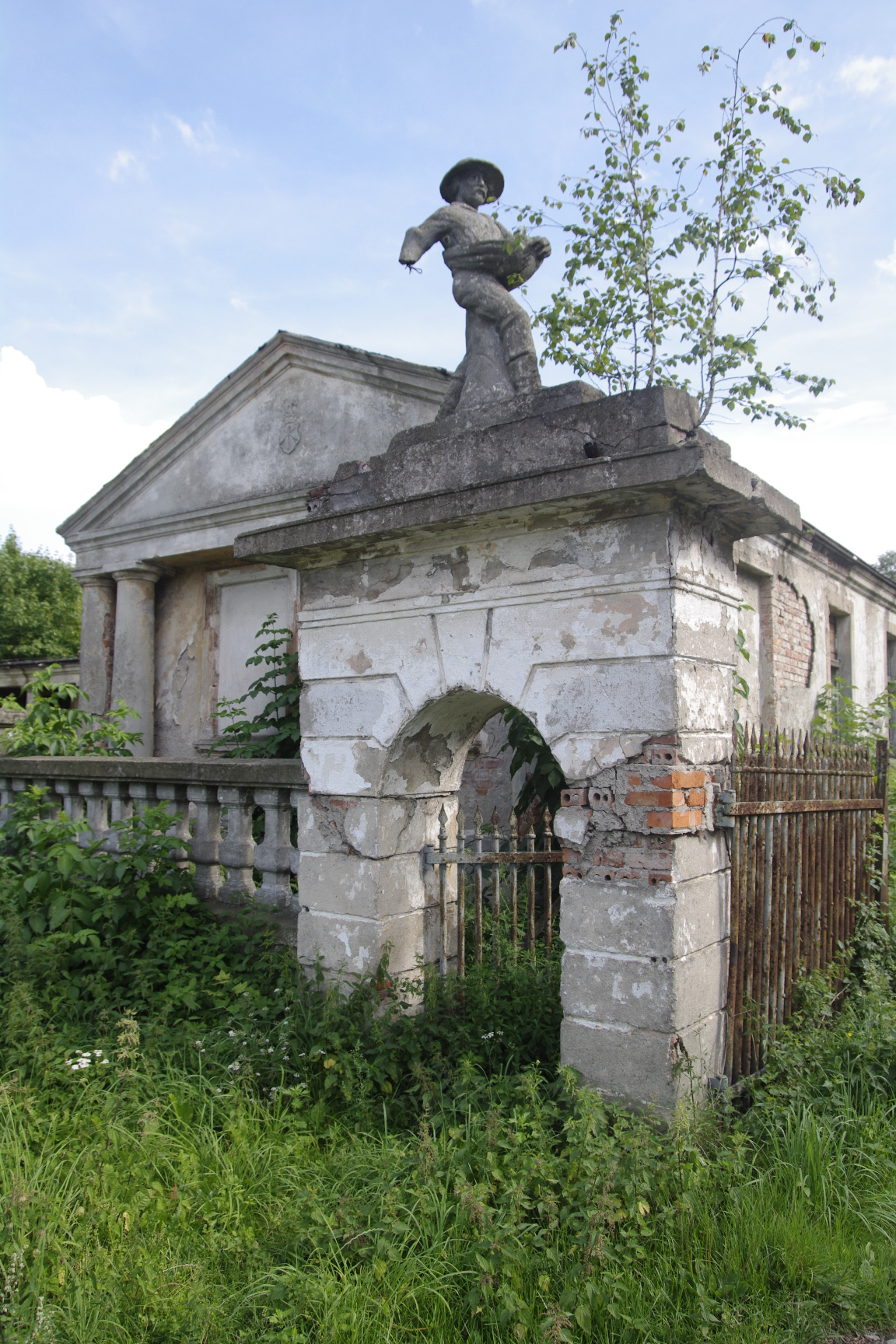
Detal bramy wjazdowej
Grafika wektorowa bramy wjazdowej